# Адмиралспаласт
Адмиралспаласт (нем. Admiralspalast — «Адмиральский дворец») — культурно-развлекательный центр на Фридрихштрассе (101/102) в берлинском районе Митте, сохранившийся с начала XX столетия. Комплекс зданий Адмиралспаласта включён в список памятников архитектуры Берлина.

## История
В центральном районе Берлина в 1873 году по проекту архитекторов Вальтера Кильмана (нем. Walter Kyllmann) и Адольфа Хайдена (нем. Adolf Heyden) была построена Адмиральская садовая купальня после того, как здесь пробурили артезианский соляной источник.
В 1910 году купальня была снесена и на этом месте по планам архитекторов Генриха Швайтцера (нем. Heinrich Schweitzer) и Александра Дипенброка (нем. Alexander Diepenbrock) началось строительство Ледового дворца (нем. Eispalast), который был открыт в следующем году под названием Адмиралспаласт и стал одним из основных мест городских развлечений, во многом благодаря удобному расположению в центральной части Берлина, рядом с железнодорожным вокзалом «Фридрихштрассе».

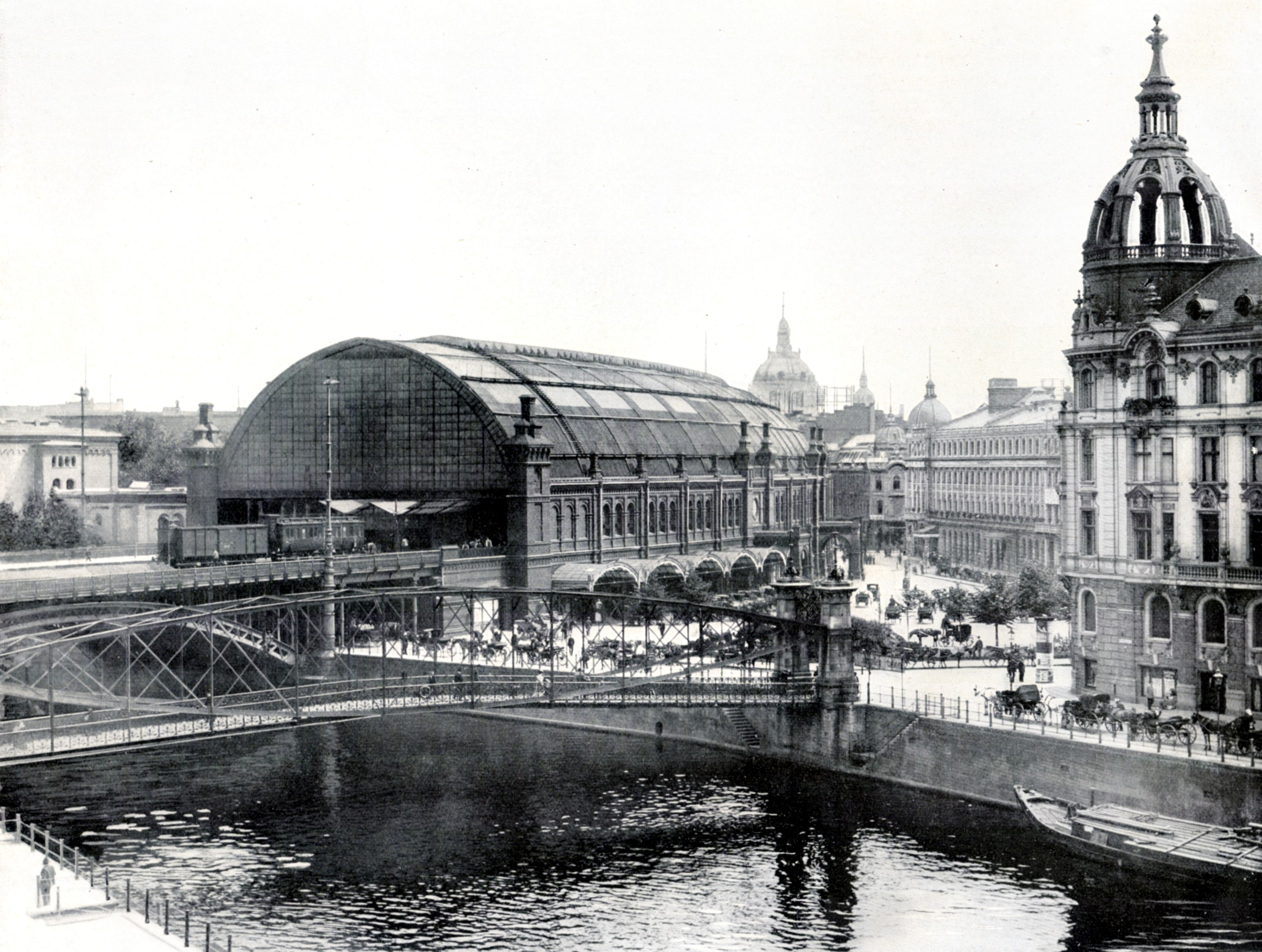
Железнодорожный вокзал «Фридрихштрассе», 1900 год

По примеру римских бань в Адмиралспаласте планировалось объединить отдых с занятиями спортом, купаниями и развлечениями.
Этот комплекс включил в себя помимо переднего здания, выходящего на Фридрихштрассе, также несколько флигелей, один из которых имеет выход на Планкштрассе (нем. Planckstraße).

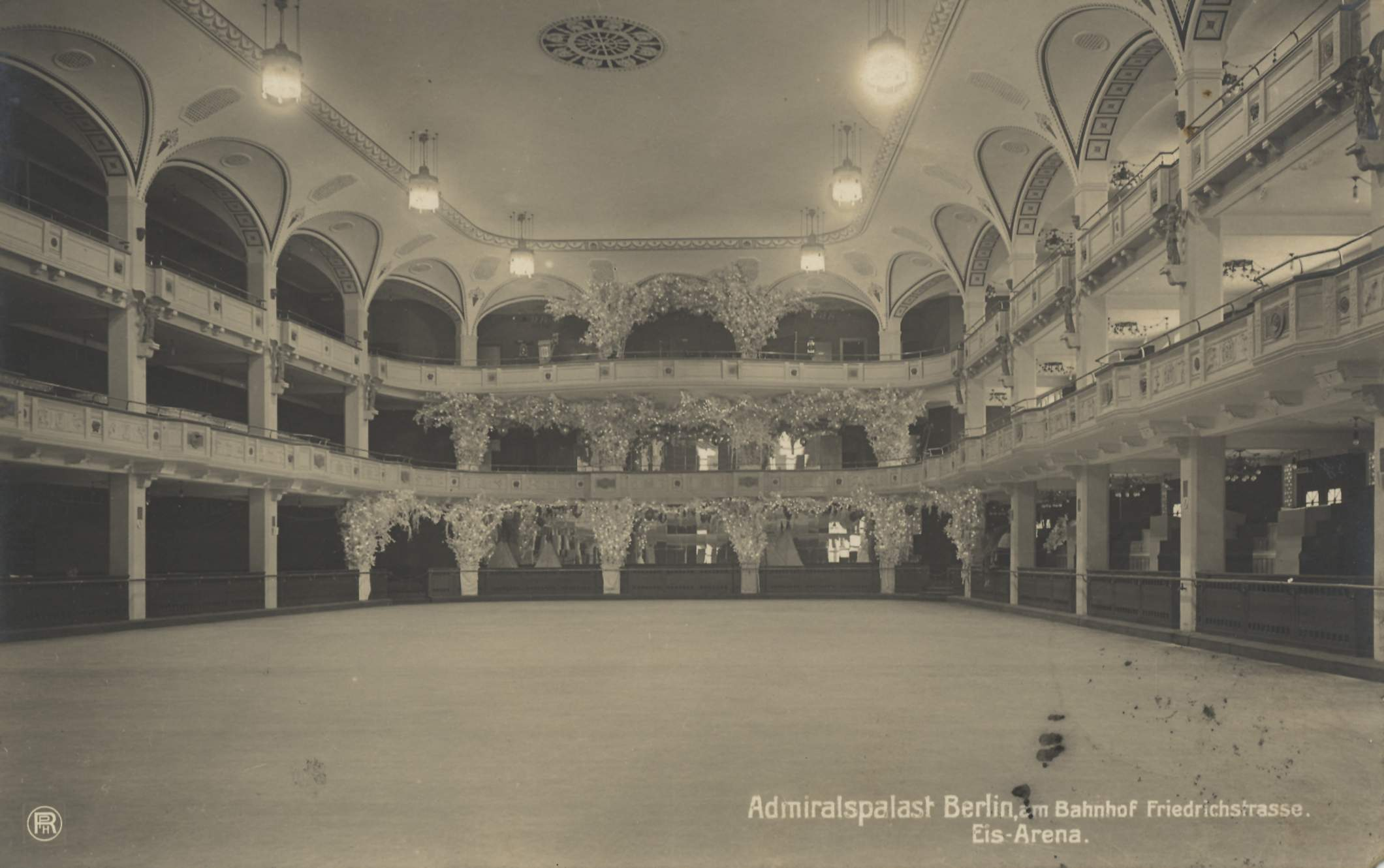
Ледовая арена. Почтовая открытка 1911 года

Наряду с ледовой ареной и чередой купален, в комплексе зданий Адмиралспаласта размещалось более 900 помещений и залов, в подвале — кегельбан, в двух нижних этажах — кафе, ресторан и кинотеатр с отдельным входом, в верхних мансардных этажах — различные бюро, позднее преобразованные в клубы. Богато обставленные номера купален были открыты днём и ночью.
На ледовой арене проходили выступления балета на льду, музыку для которых специально сочинял Юлиус Айнёдсхофер (нем. Julius Einödshofer), руководитель оркестра Адмиралспаласта. Однако эти постановки не выдержали испытаний временем. Десять лет спустя концепция изменилась. После реконструкции ледовая арена превратилась в варьете. Под руководством Германа Халлера (нем. Herman Haller) было подготовлено показанное на открытии варьете ревю «Кувырком» (нем. „Drunter und drüber“) на музыку композитора Вальтера Колло (нем. Walter Kollo). До его передачи в 1931 году концерну «Роттер» (нем. Rotter-Konzern) варьете представило публике много разнообразных ревю.
|  |  |  |
|  |  |  |

В процессе череды реконструкций менялся стиль оформления Адмиралспаласта. В 1922 году варьете украшалось в стиле Ар-деко, в 1931 году театр под руководством братьев Роттер был оформлен в экспрессионистской манере, в 1939 году доминировало подражание классицистическим канонам.
В 1941 году архитектор Пауль О. А. Баумгартен (нем. Paul Otto August Baumgarten), из круга приближённых к Гитлеру, при модернизации театра оборудовал в нём специальную ложу для фюрера (нем. Führerloge). Репертуарный акцент к этому времени сместился в сторону оперетты. Йоханнес Хестерс играл здесь роль известного сердцееда графа Данило в оперетте «Весёлая вдова». Начиная с 1939 года в Адмиралспаласт переместился берлинский «Метрополь-театр» (нем. Metropol-Theater), имевший своё здание на Беренштрассе (нем. Behrenstraße). В 1944 году оба театра были закрыты.

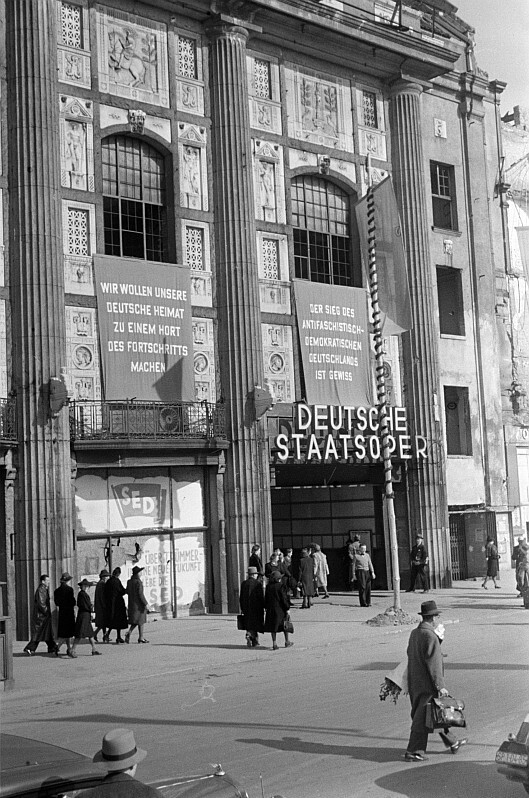
Берлинская опера в Адмиралспаласте, 1946 год

После Второй мировой войны в Адмиралспаласт, который почти не пострадал от разрушений, временно переехал ансамбль Берлинской государственной оперы. В октябре 1947 года на театральной сцене Адмиралспаласта в опере Вагнера «Тристан и Изольда» принимал участие известный американский скрипач и дирижёр Иегуди Менухин.

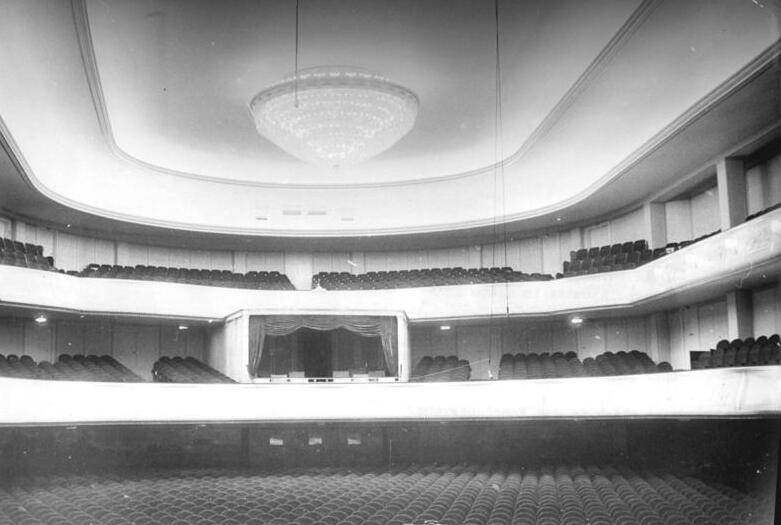
Зал «Метрополь-театра» в Адмиралспаласте, 1955 год

В апреле 1946 года на проходившем в Адмиралспаласте объединительном съезде двух партий СДПГ и КПГ в Советской зоне оккупации Германии состоялось их слияние в новую руководящую партию СЕПГ. В театральном зале это решение скрепили своим рукопожатием Отто Гротеволь и Вильгельм Пик.
В выходящем на Фридрихштрассе здании Адмиралспаласта некоторое время располагался Дом прессы. На месте бывшего здесь казино и кинотеатра в октябре 1953 года появилось по решению восточно-берлинского магистрата политическое кабаре «Дистель» (что в переводе означает нем. Distel — чертополох), которое открылось программой «Ура, юмор планируется!» Но задуманная как мощное политическое оружие антизападная направленность программ кабаре «Дистель» позднее обернулась колкой сатирой в адрес самого руководства ГДР.
После того, как в 1955 году Берлинская государственная опера вернулась в собственное отреставрированное здание на бульваре Унтер-ден-Линден, в Адмиралспаласт въехал «Метрополь-театр», занимавший до этого помещение нынешнего кинотеатра «Колоссеум» (нем. Colosseum) на Шёнхаузер-аллее. Под девизом «Снова в Метрополь» постоянный ансамбль театра ставил классические оперетты и современные мюзиклы. «Метрополь-театр» со зрительным залом на 1400 мест привлёк много новых посетителей в Адмиралспаласт.
После падения Берлинской стены у Адмиралспаласта появились финансовые проблемы, начались малоуспешные поиски инвесторов. Несмотря на то, что театральный ансамбль настойчиво боролся за сохранение театра, в 1997 году Адмиралспаласт был закрыт.

## Современное использование
|  |  |  |  |  |
|  |  |  |  |  |

Только в 2005 году, после многолетнего простаивания Адмиралспаласта, инвестор Фальк Вальтер (нем. Falk Walter) и его партнёры получили необходимые права для начала капитального санирования комплекса, чтобы постепенно восстановить его прежний блеск.
11 августа 2006 года ещё не полностью отреставрированный театр (вновь под названием Адмиралспаласт) открылся показом пьесы Бертольта Брехта «Трёхгрошовая опера» в режиссёрской постановке Клауса Марии Брандауэра. Празднование премьеры отметил своим участием 103-летний ветеран театра Йоханнес Хестерс, с большим успехом исполнивший в сопровождении биг-бэнда несколько вокальных партий.
В модернизированном комплексе зданий помимо театральных помещений предусмотрены места для проведения конференций, корпоративных мероприятий, семейных торжеств. В театре «Адмиралспаласт» с программой «Snow Show» («сНЕЖНОе шоу») в 2008 и 2017 году выступал коллектив известного клоуна, актёра и режиссёра Славы Полунина. 

## Транспорт

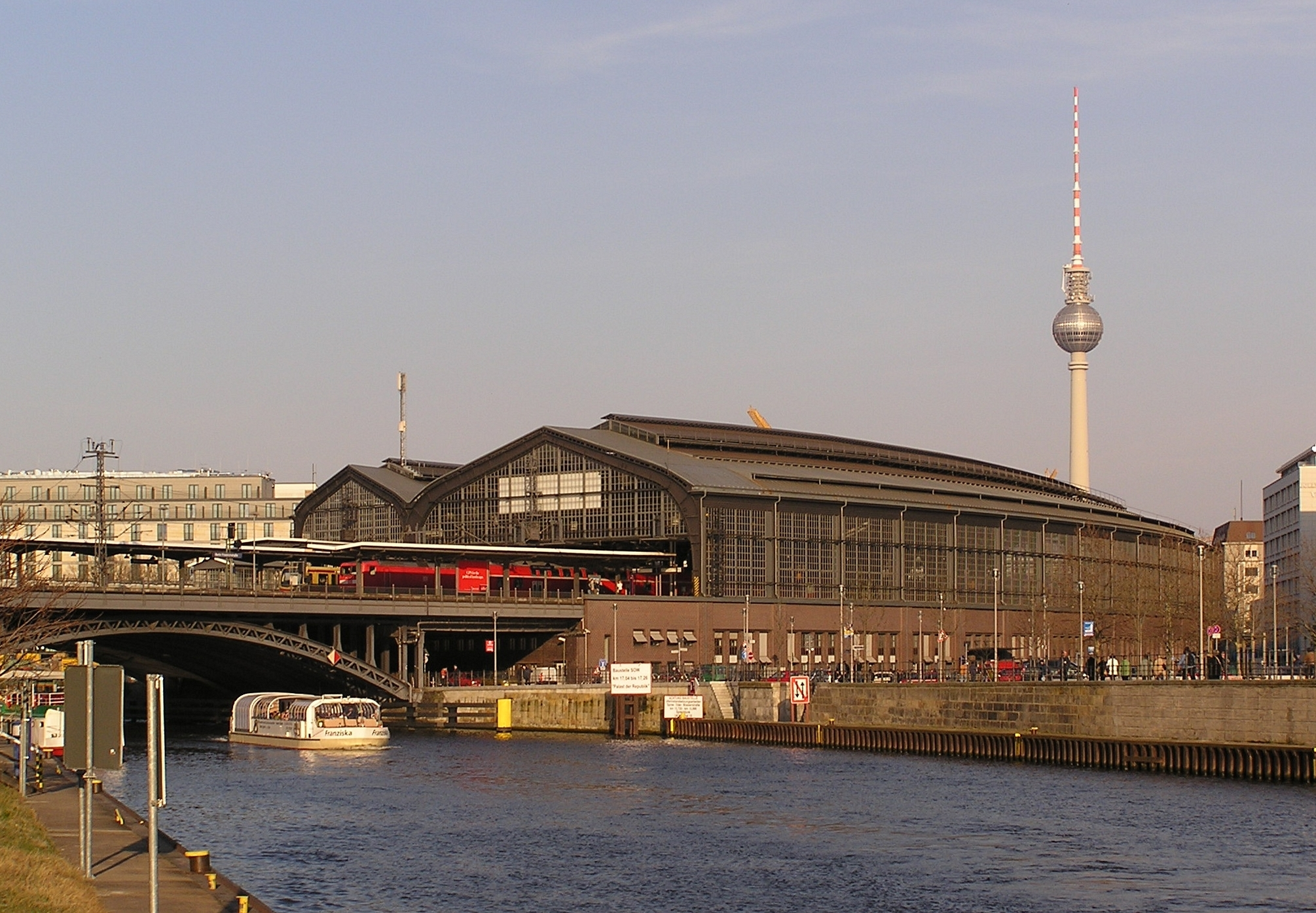
Транспортный узел «Фридрихштрассе», 2007 год

Адмиралспаласт расположен в непосредственной близости от станции  Берлинского метро (линия U6) «Фридрихштрассе»  и от одноимённой станции
Берлинской городской электрички (линии: S1, S2, S5, S7, S9, S25, S75). Возле Адмиралспаласта по улице Фридрихштрассе ходит Берлинский трамвай (линии: M1, 12) и автобусный маршрут 147. Неподалёку от культурного комплекса, по бульвару Унтер-ден-Линден проходят  маршруты автобусов: 100, 200 и TXL.